# Jiří Trnka
Jiří Tomáš Trnka (24. února 1912 Plzeň-Petrohrad – 30. prosince 1969 Praha) byl český výtvarník, loutkář, ilustrátor, malíř, sochař, spisovatel, scenárista, kostýmní výtvarník a režisér animovaných filmů, jeden ze zakladatelů českého animovaného filmu.

## Život

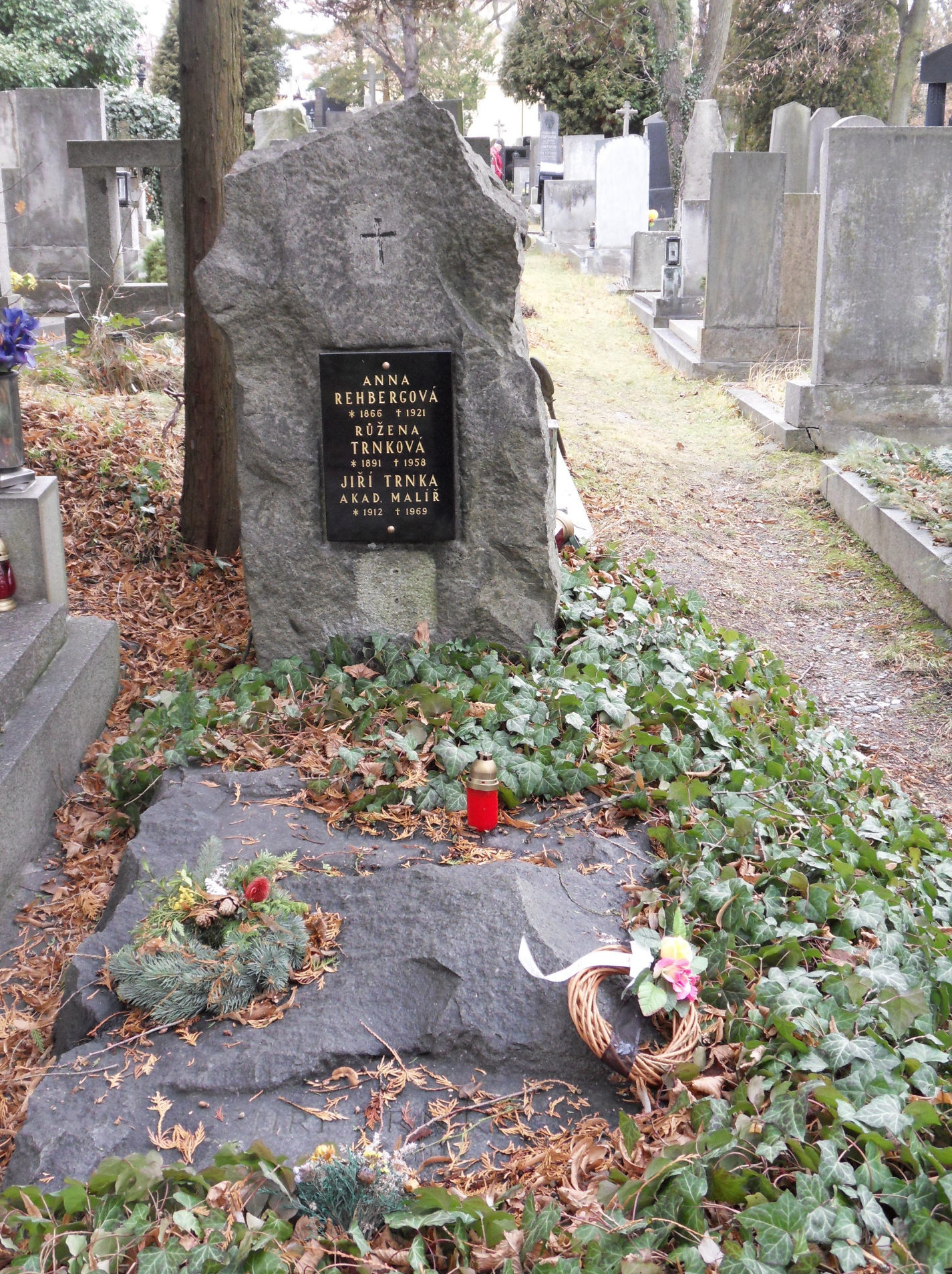
Čestný hrob Jiřího Trnky na plzeňském Ústředním hřbitově

### Mládí a studium
Narodil se v Plzni-Petrohradu v Houškově ulici č. 27, do rodiny klempíře Rudolfa Trnky (* 16. dubna 1888) a jeho manželky Růženy, rozené Rehbergerové (* 8. února 1891), jenž byla švadlenou. Měl bratra Rudolfa (1913–1958). Odmala byl v úzkém kontaktu s loutkami, které se vyráběly v jejich rodině. Už na plzeňské reálce si jeho výtvarného nadání a talentu povšiml jeden z jeho učitelů Josef Skupa, který ho také přivedl do loutkového divadla. Dal mu příležitost poznat divadelní zázemí a příležitostně vypomáhat s výtvarnou stránkou představení. Na jeho přímluvu rodiče umožnili Jiřímu studovat na výtvarné škole v Praze. Setkání se Skupou bylo pro Jiřího Trnku rozhodujícím životním okamžikem. Stal se jeho mentorem a podporoval ho během studia i na začátku kariéry.
V letech 1929–1935 studoval na Uměleckoprůmyslové škole v Praze. V roce 1934 vyhrál první cenu ve výtvarné soutěži. Získal vysokou odměnu 2 500 Kč a ještě stejnou částku za použití návrhů. To mu pomohlo překonat velmi tíživou finanční situaci, která v době krize postihla jeho rodinu a umožnilo mu dokončit studium. Už během studia navrhoval a vytvářel kulisy pro Divadlo Spejbla a Hurvínka J. Skupy v Plzni. Pracoval také jako výtvarník v novinách. Kresbami a ilustracemi přispíval do časopisů Večer, Pestrý týden, A–Zet, Mladý hlasatel, Ahoj, Eva, Kvítek z čertovy zahrady.Po skončení školy provozoval v letech 1936–1937 vlastní loutkovou scénu pod názvem Dřevěné divadlo v dnešním pražském Divadle Rokoko. Z finančních důvodů byl nucen provoz divadla ukončit.

### Ilustrátor a scénograf
Začal se živit jako ilustrátor a díky svému originálnímu výtvarnému projevu se brzy zařadil mezi českou ilustrátorskou špičku. Během života ilustroval kolem stovky knížek. Významný podíl tvořily ilustrace knih pro děti.
Od roku 1936 spolupracoval s Národním divadlem v Praze, pro které vytvářel scény a kostýmy. Svou nejznámější scénu pro Klicperova Zlého jelena si zopakoval s režisérem Frejkou ještě v Divadle na Vinohradech v roce 1948. V následujícím roce byla publikována jako knižní ilustrace. Od 50. let byl stále více zaměstnán filmem a ilustrační tvorbou, pro divadlo pracoval velmi zřídka.

### Tvůrce animovaného filmu
Na doporučení profesora Skupy spolupracoval s Karlem Dodalem na úvodní scénce filmu Všudybylovo dobrodružství.
Roku 1945 se stal spoluzakladatelem studia Bratři v triku. Zpočátku vznikly úspěšné kreslené filmy Zasadil dědek řepu nebo Zvířátka a Petrovští, který byl oceněn na festivalu v Cannes. Jiří Trnka však chtěl pracovat především s loutkami, proto v roce 1947 založil Studio loutkového filmu. Pod jeho vedením vznikl první celovečerní barevný loutkový film Špalíček podle knihy Mikoláše Alše. V roce 1948 natočil svůj první celovečerní loutkový film Císařův slavík s hudbou Václava Trojana. Trnka se na něm podílel jako režisér, výtvarník a scenárista. Následovala celá řada úspěšných filmů, které proslavily československý animovaný film po celém světě. Trnka byl velmi pracovitý, do své předčasné smrti natočil kolem dvaceti loutkových filmů. Byly odměněny více než 50 cenami na nejrůznějších festivalech (Benátky, Paříž, Londýn, Karlovy Vary aj.).
Od roku 1956 se více věnoval ilustrování knih a podílel se na přípravě české expozice na světové výstavě Expo 58 v Bruselu. K filmové tvorbě se vrátil v roce 1964. V posledních letech života se kromě práce pro Expo 67 (navrhl část expozice Svět dětí) v Montrealu věnoval malbě a sochařské tvorbě, ale znovu i knižní ilustraci. Zařídil si ateliér v Konviktské ulici a později zakoupil i opuštěný dům po malířce Zdeňce Braunerové v Roztokách u Prahy, který začal rekonstruovat společně se synem Jiřím.
V roce 1963 mu byl udělen titul národního umělce, o rok dříve Řád práce. V roce 1968 podepsal dokument Dva tisíce slov.
Roku 1967 byl jmenován profesorem na Vysoké škole uměleckoprůmyslové, práci mu však znesnadňovala pokračující cukrovka, k níž se připojila i rozedma plic. Opakovaně byl hospitalizován v Ústřední vojenské nemocnici v Praze a 30. prosince 1969 ve věku pouhých 57 let zemřel. Obřad rozloučení se konal ve strašnickém krematoriu. Smuteční projev si připravil jeho přítel, básník Jaroslav Seifert, ale kvůli politickým poměrům mu to nebylo dovoleno a přednesl jej herec Rudolf Hrušínský. Jiří Trnka je pochován na Ústředním hřbitově v Plzni.

### Rodinný život
V Praze žil v letech 1938–1958 v Košířích v barokní usedlosti Turbová. Později zakoupil Humlův dům na Kampě, kde bydlel nedaleko svého přítele Jana Wericha. 
Dne 7. prosince 1936 se v Praze oženil s Helenou, rozenou Chvojkovou (1912–1987), pro jejíž knížku Zuzanka objevuje svět vytvořil ilustrace. Měli spolu syna Jiřího a dcery Zuzanu a Helenu. Z druhého manželství s Věnceslavou, rozenou Asmanovou, které uzavřel v roce 1949, se narodila dcera Klára a syn Jan.

## Dílo
S oblibou používal ve svých filmech loutky. Mezi jeho nejznámější loutkové filmy patří Staré pověsti české a Dobrý voják Švejk namluvené jeho přítelem J. Werichem a celovečerní film podle předlohy W. Shakespeara Sen noci svatojánské. Jeho dalším filmovým dílem z 60. let je například snímek Kybernetická babička a Ruka zpodobňující totalitu. Pro děti natočil loutkový film Bajaja a zpracoval filmovou verzi Starých pověstí českých. Se svým kolegou Břetislavem Pojarem udělal k filmu Limonádový Joe aneb Koňská opera animovanou vložku. Postavy v Trnkových filmech jsou převážně němé, před mluveným slovem dával přednost hudbě. Rád spolupracoval s hudebním skladatelem Václavem Trojanem.
Pracoval technikou filmu kresleného (např. Zasadil dědek řepu, Zvířátka a Petrovští), papírkového (Veselý cirkus, Dva mrazíci), maňáskového (Kuťásek a Kutilka, jak ráno vstávali) a hlavně loutkového (např. Čertův mlýn, Cirkus Hurvínek, Kybernetická babička, Ruka, Špalíček ). Výtvarně navrhl též řadu kreslených a loutkových filmů režisérů Stanislava Látala, Břetislava Pojara a Eduarda Hofmana.
Ilustroval desítky knih pro děti. Velký úspěch měla hned první knížka Míša Kulička z roku 1939. Trnkovy originální poetické obrázky doprovodily například sbírku pohádek K. J. Erbena, Karafiátovy Broučky, Slovenské národní pohádky nebo Pohádky tisíce a jedné noci. Dlouhá léta spolupracoval s Františkem Hrubínem, jejich poslední společnou knihou byl Špalíček veršů a pohádek (1957). Ve světě jsou nejznámější jeho ilustrace ke knize pohádek Hanse Christiana Andersena, za které získal v roce 1968 mezinárodní ocenění pro ilustrátory.
Sám napsal a ilustroval pohádkovou knihu Zahrada, k níž ho inspirovala poetická zahrada na Turbové. Je příběhem pěti kluků, kteří zvědavě, ale rozechvěle otevřou starou rozvrzanou branku a vejdou do tajemné zahrady. Odhalí v ní rozličná tajemství – potkají kamenného trpaslíka, učenou velrybu, zlomyslného kocoura a pět slonů. Příběh, který má své kouzlo, poezii i humor, patří mezi díla, jež léta oslovují děti i dospělé, a je nezapomenutelný. Kniha se stala předlohou pro loutkový film, který natočil Břetislav Pojar v roce 1978 a několik divadelních adaptací.
Trnkova filmová tvorba, stejně jako jeho ilustrace, rozrušovala konvenční stereotypy žánru, vynikala osobitou poetickou imaginací i humorem, charakteristickou pohybovou stylizací, nápaditým propojením výtvarné a hudební složky filmu, evokací krajinné atmosféry.
Jiří Trnka byl nejen filmař a ilustrátor, ale věnoval se i volné umělecké tvorbě, malbě, grafice a plastikám.

## Filmografie
Scénář, výtvarník, režie; loutkový (není-li uvedeno jinak):
- 1945 Zasadil dědek řepu (+ námět, scénář spol. Eduard Hofman, Josef Vácha; kreslený)
- 1946 Zvířátka a Petrovští (scénář spol. Eduard Hofman, Stanislav Látal, Karel Mann; komentář František Hrubín; kreslený, podle pohádky Václava Tilleho)
- 1946 Pérák a SS (námět Ota Šafránek; scénář spol. Jiří Brdečka; kreslený)
- 1946 Dárek (námět a scénář spol. Jiří Brdečka, Eduard Hofman; r. hrané části Jiří Krejčík, komb. hraný/kreslený)
- 1947 Liška a džbán (námět Josef Kábrt, Jan Karpaš; spol. scénář a r. Stanislav Látal; kreslený)
- 1947 Špalíček (námět spol. Václav Renč, Václav Trojan; + střih) /série krátkometrážních filmů Masopust, Jaro, Legenda o sv. Prokopu, Pouť, Posvícení, Betlém později uvedených pod souhrnným názvem jako celovečerní film./
- 1948 Císařův slavík (předloha Hans Christian Andersen; scénář spol. Jiří Brdečka; komentář Vítězslav Nezval; r. hrané části Miloš Makovec; komb. loutkový/hraný; celovečerní)
- 1949 Román s basou (předloha Anton Pavlovič Čechov)
- 1949 Arie prérie (námět Jiří Brdečka)
- 1949 Čertův mlýn (+ námět)
- 1950 Bajaja (námět Božena Němcová; scénář spol. Karel Sobotka, Josef Novák, František Braun; autor veršů Vítězslav Nezval; celovečerní)
- 1951 Veselý cirkus (námět; kreslený)
- 1951 O zlaté rybce (+ námět; autor komentáře Jan Werich; kreslený)
- 1952 Staré pověsti české (předloha Kosmas /kronika/, Alois Jirásek /Staré pověsti české/; námět Miloš V. Kratochvíl, Jiří Brdečka; spol. scénář Jiří Brdečka; celovečerní)
- 1953 Jak stařeček měnil, až vyměnil (předloha František Bartoš; kreslený)
- 1954 Kuťásek a Kutilka – Jak ráno vstávali (námět Josef Pehr; hraný/maňáskový)
- 1954 Dva mrazíci (+ námět)
- 1954 Osudy dobrého vojáka Švejka I. – Z Hatvanu na hranice Haliče (předloha Jaroslav Hašek /román/, Josef Lada /ilustrace/; komb. loutkový/ploškový)
- 1955 Osudy dobrého vojáka Švejka II. – Švejkovy nehody ve vlaku (předloha Jaroslav Hašek /román/, Josef Lada /ilustrace/; komb. loutkový/ploškový)
- 1955 Osudy dobrého vojáka Švejka III. – Švejkova budějovická anabase (předloha Jaroslav Hašek /román/, Josef Lada /ilustrace/; komb. loutkový/ploškový)
- 1955 Cirkus Hurvínek (námět a spol. scénář Vratislav Blažek)
- 1958 Proč UNESCO (zakázkový; námět Adolf Hoffmeister; scénář spol. Adolf Hoffmeister, Jiří Brdečka; kreslený)
- 1959 Sen noci svatojánské (předloha William Shakespeare /divadelní hra/; scénář spol. Jiří Brdečka; celovečerní)
- 1961 Vášeň (+ námět)
- 1962 Kybernetická babička (námět Ivan Klíma)
- 1964 Archanděl Gabriel a paní Husa (předloha Giovanni Boccaccio /Dekameron/)
- 1965 Max Platte (zakázkový/reklamní, komb. hraný/kreslený)
- 1965 Ruka (+ námět)

Výtvarná spolupráce/výtvarník:
- 1936 Všudybylovo dobrodružství (r. Irena Dodalová, Karel Dodal, loutkový/kreslený)
- 1947 Míša Kulička (r. Karel Baroch, Eduard Hofman)
- 1951 Perníková chaloupka (r. Břetislav Pojar)
- 1953 O skleničku víc (r. Břetislav Pojar)
- 1955 Spejbl na stopě (r. Břetislav Pojar)
- 1957 Paraplíčko (r. Břetislav Pojar)
- 1959 Bombomanie (r. Břetislav Pojar; kreslený)
- 1960 Půlnoční příhoda (r. Břetislav Pojar)
- 1966 Blaho lásky (r. Jiří Brdečka; kreslený)

Další spolupráce v hraném filmu – návrhy kostýmů (není-li uvedeno jinak):
- 1942 Dlouhý, Široký a Bystrozraký (r. Miroslav Cikán) /Výroba filmu byla pozastavena již v rámci příprav, proběhly pouze kostýmní zkoušky./
- 1944 Černí myslivci (r. Martin Frič) /Film zůstal nedokončený, natočeny byly pouze exteriéry./
- 1947 Čapkovy povídky (+ výtvarník, r. Martin Frič)
- 1951 Císařův pekař – Pekařův císař (r. Martin Frič)
- 1954 Byl jednou jeden král... (+ výtvarník, r. Martin Frič)
- 1954 Jan Hus (+ výtvarník, r. Otakar Vávra)
- 1955 Jan Žižka (r. Otakar Vávra)
- 1956 Proti všem (r. Otakar Vávra)
- 1964 Limonádový Joe aneb Koňská opera (pouze výtvarník, animovaná vložka spol. s r. Břetislavem Pojarem, r. Oldřich Lipský)

Filmy o Jiřím Trnkovi:
- 1955 Loutky Jiřího Trnky (r. Bruno Šefranka)
- 1956 To jsou Bratři v triku (r. Bruno Šefranka, Břetislav Dvořák)
- 1959 Skutečnost noci svatojánské (r. Václav Táborský)
- 1967 Jiří Trnka (r. Jiří Lehovec)
- 1997 Trnka z Čech (r. Miroslava Humplíková)
- 1994 Jiri Trnka. The Man and His Job / Jiří Trnka. Člověk a jeho práce (r. Dolf Enters)
- 1998 Jiří Trnka (pořad z TV cyklu Potomci slavných, r. Jana Hádková)
- 2019 Jiri Trnka: A Long Lost Friend / Jiří Trnka: Nalezený přítel (r. Joël Farges)

## Ocenění
- Cena Hanse Christiana Andersena
- Mellièsova cena za nejlepší animovaný film
- národní umělec (1963)
- Mezinárodní festival animovaného filmu 1965 – Zvláštní cena poroty

## Výstavy (výběr)
- 1945 samostatná výstava Praha (Galerie J.R.Vilímek, Galerie Hořejš), Brno (Sdružení výtvarných umělců Aleš)
- 1947 Jiří Trnka, Plzeň, Branka–spolek západočeských výtvarných umělců
- 1957 Jiří Trnka, Západní Berlín (radnice Kreuzberg), Budapešť, Vídeň, Bukurešť, Hamburk, Frankfurt n.M.
- 1958–1960 putovní výstava Čína, Korea, Japonsko, Austrálie, Nový Zéland, Argentina, Brazílie, Paraguay, Uruguay
- 1959 Jiří Trnka, Cannes, Paříž (Musée d’art decoratif)
- 1960 Jiří Trnka, Amsterdam (Stedelijk Museum), Moskva (park Sokolniki)
- 1962 Jiří Trnka, Praha (Výstavní síň Mánes), Plzeň (Západočeská galerie), souborná výstava k 50. narozeninám
- 1966 Jiří Trnka, Curych (Kunstgewerbe museum), Mnichov, Hamburk
- 1969 Jiří Trnka, Essen, Paříž (Louvre), Praha (Nová síň)
- 1972 Kouzelná zahrada Jiřího Trnky, Praha, Albatros
- 1976 Národní umělec Jiří Trnka, výběr z díla, Litoměřice
- 1977 Národní umělec Jiří Trnka, Gottwaldov (Galerie výtvarného umění)
- 1978 Jiří Trnka 1912––1969, Londýn (Reed House)
- 1979 Jiří Trnka, Praha (Valdštejnská jízdárna)
- 1979 Hommage au cinéaste d’animation tchėque Jiří Trnka, Annecy (Palais de L’isle)
- 1981 Jiří Trnka, Liberec (Oblastní galerie)
- 1981 Josef Lada, Jiří Trnka–ilustrace pro děti ze sbírek NG v Praze, Most, Litoměřice
- 1982 Jiří Trnka, Karlovy Vary
- 1983 Jiří Trnka, Ostrava (Výstaviště Černá louka), Praha (Albatros)
- 1984 Jiří Trnka, Plzeň (Západočeská galerie)
- 1987 Jiří Trnka, Bratislava (Slovenská národná galéria)
- 1989 Jiří Trnka, Ostrava (Galerie výtvarného umění)
- 1992 Jiří Trnka 1912–1969, Praha, Palác Kinských, 22.101992–24.1.1993
- 1999 Jiří Trnka, Hluboká nad Vltavou (Alšova jihočeská galerie), Praha (Galerie v Lazarské)
- 2002 Jiří Trnka, Plzeň (Galerie města)
- 2025 Trnka - příběh legendy, Villa Pellé, Praha 6 - Bubeneč, 21. květen - 31. srpen 2025, Kurátoři: Martina Vítková, Jan Trnka[19]

## Zajímavosti
- Byl přeučený levák a výsledně byl schopný kreslit rukou pravou, levou i oběma současně. Ovšem k psaní používal ruku pravou.
- Jedním z nejbližších Trnkových přátel byl Jan Werich. Trnka vytvořil kostýmy pro jeho film Císařův pekař a ilustrace pro knihu pohádek Fimfárum. Werich namluvil spolu s Vlastou Burianem postavičky v Trnkově filmu Dva mrazíci. Jeho hlasem mluví Švejk v Trnkově trojdílném loutkovém filmu Osudy dobrého vojáka Švejka.
- Posledním Trnkovým filmem byl film Ruka, ve kterém se hlavní postava – umělec, vzbouří proti totalitě. Dílo připomíná pomník z roku 2015, umístěný v Borském parku v Plzni. Jeho autorem je Josef Mištera, zhotovitelem Luděk Míšek.[20]
- S Jiřím Winterem Nepraktou nepojila Jiřího Trnku pouze dlouholetá spolupráce v oblasti animovaného filmu, ale i stejně dlouholeté osobní přátelství, právě tak jako s Janem Werichem.

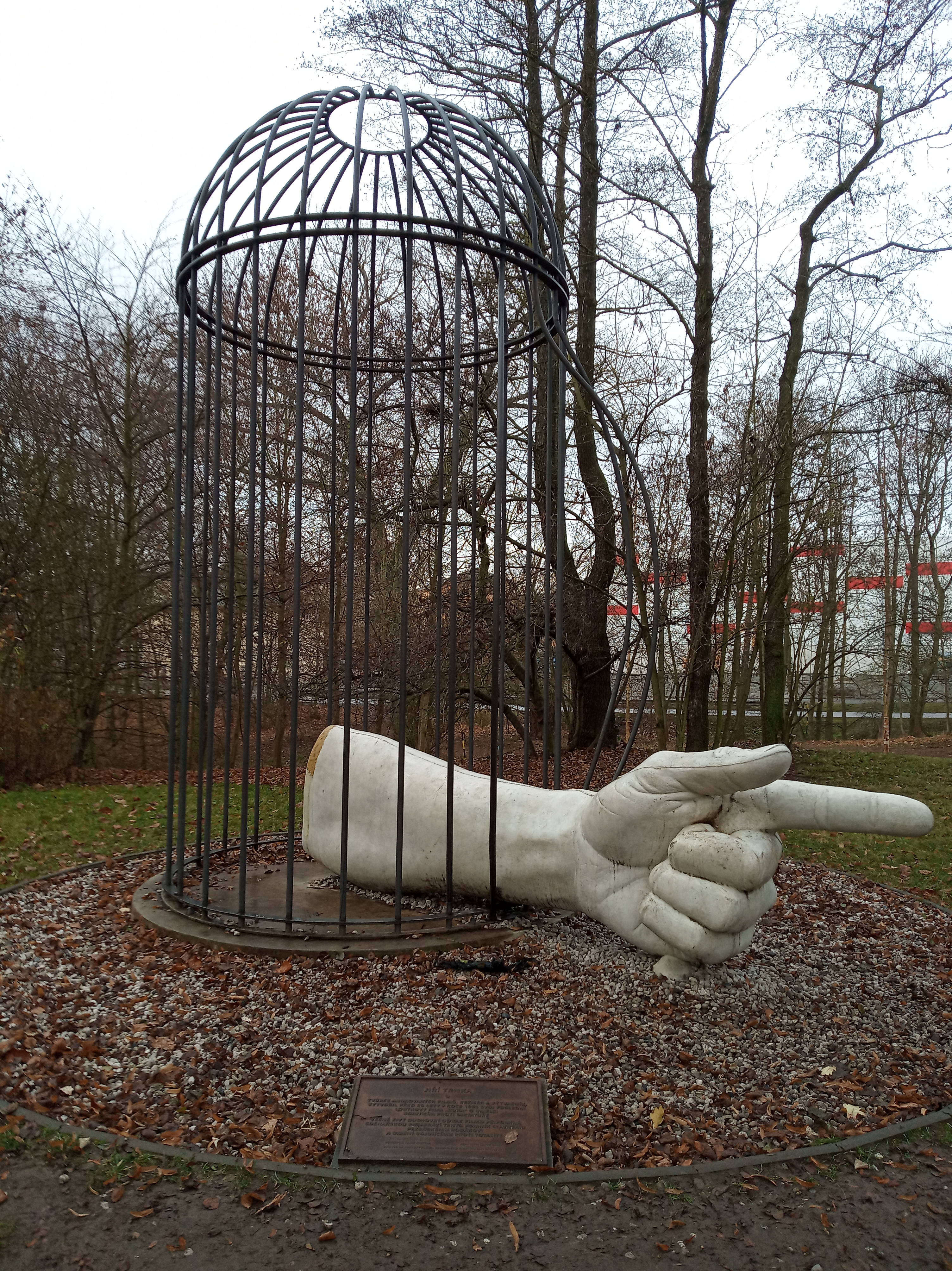
Pomník Ruka
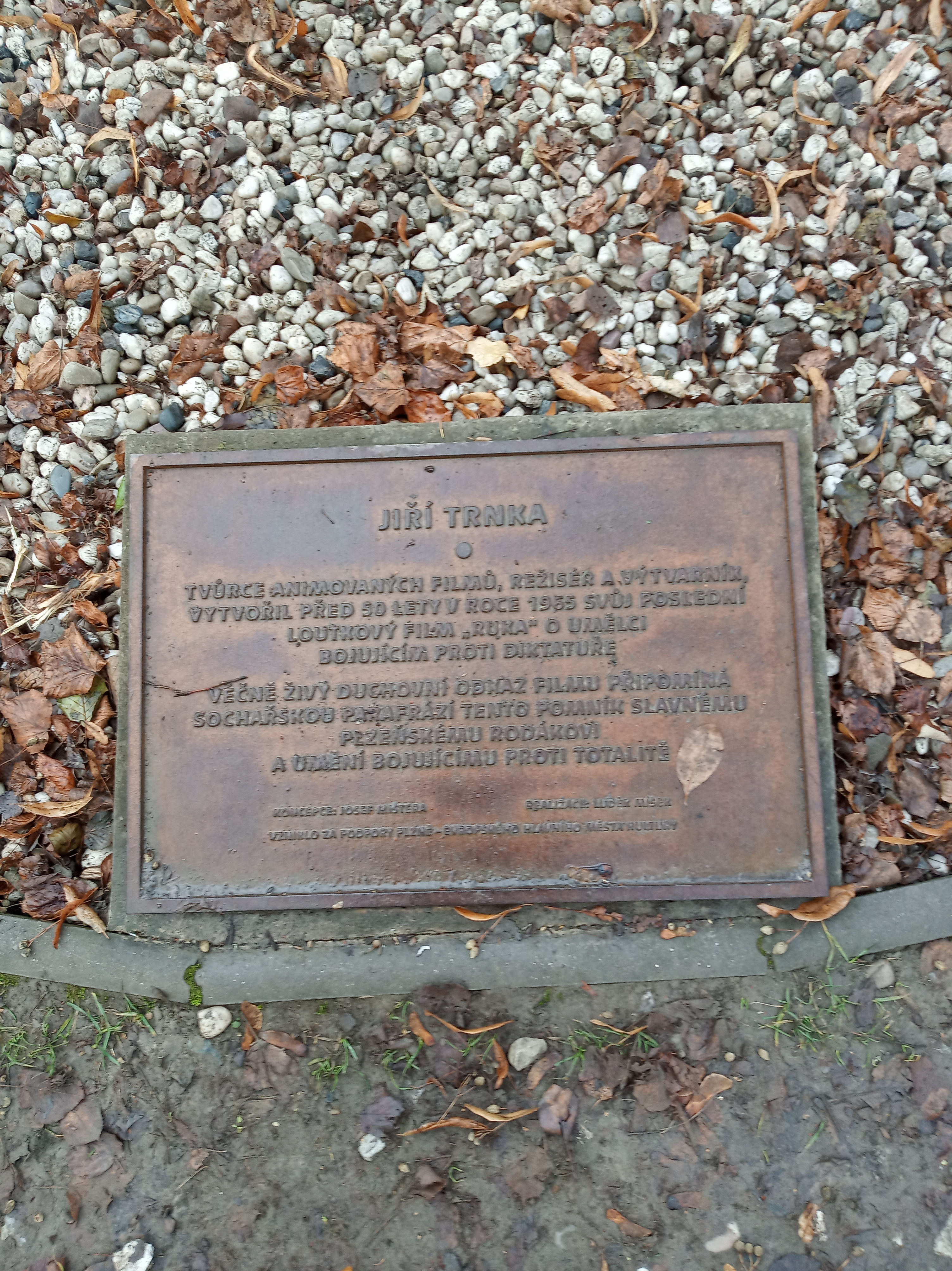
Pomník Ruka – informační tabulka

## Knižní tvorba
- TRNKA, Jiří. Zahrada. 1. vyd. Ilustroval Jiří Trnka. Praha: SNDK, 1962. 109 s.
- TRNKA, Jiří. Zahrada. [7.] vyd., [ve Studiu trnka] 1. vyd. Ilustroval Jiří Trnka. Praha: Studio trnka, 2008. 110 s. ISBN 978-80-87209-15-8.